# Traiania
Traiania – rodzaj kosarzy z podrzędu Laniatores i rodziny Zalmoxidae liczący ponad 10 gatunków. Gatunkiem typowym jest T. orghidani

## Występowanie
Przedstawiciele rodzaju są znani wyłącznie z Wenezueli.

## Systematyka
Opisano 13 gatunków należących do tego rodzaju:
- Traiania abundantis M. A. González-Sponga, 1987
- Traiania arairensis M. A. González-Sponga, 1987
- Traiania cacaotera M. A. González-Sponga, 1987
- Traiania cimarronera M. A. González-Sponga, 1987
- Traiania debellardi M. A. González-Sponga, 1991
- Traiania inexspectata M. A. González-Sponga, 1987
- Traiania mujicai M. A. González-Sponga, 1987
- Traiania orghidani H. E. M. Soares et S. Avram, 1981
- Traiania simpatrica M. A. González-Sponga, 1987
- Traiania simplex M. A. González-Sponga, 1987
- Traiania torrealbai M. A. González-Sponga, 1987
- Traiania triangularis M. A. González-Sponga, 1987
- Traiania venadoensis González-Sponga, 1998